# Steyr (tractormerk)

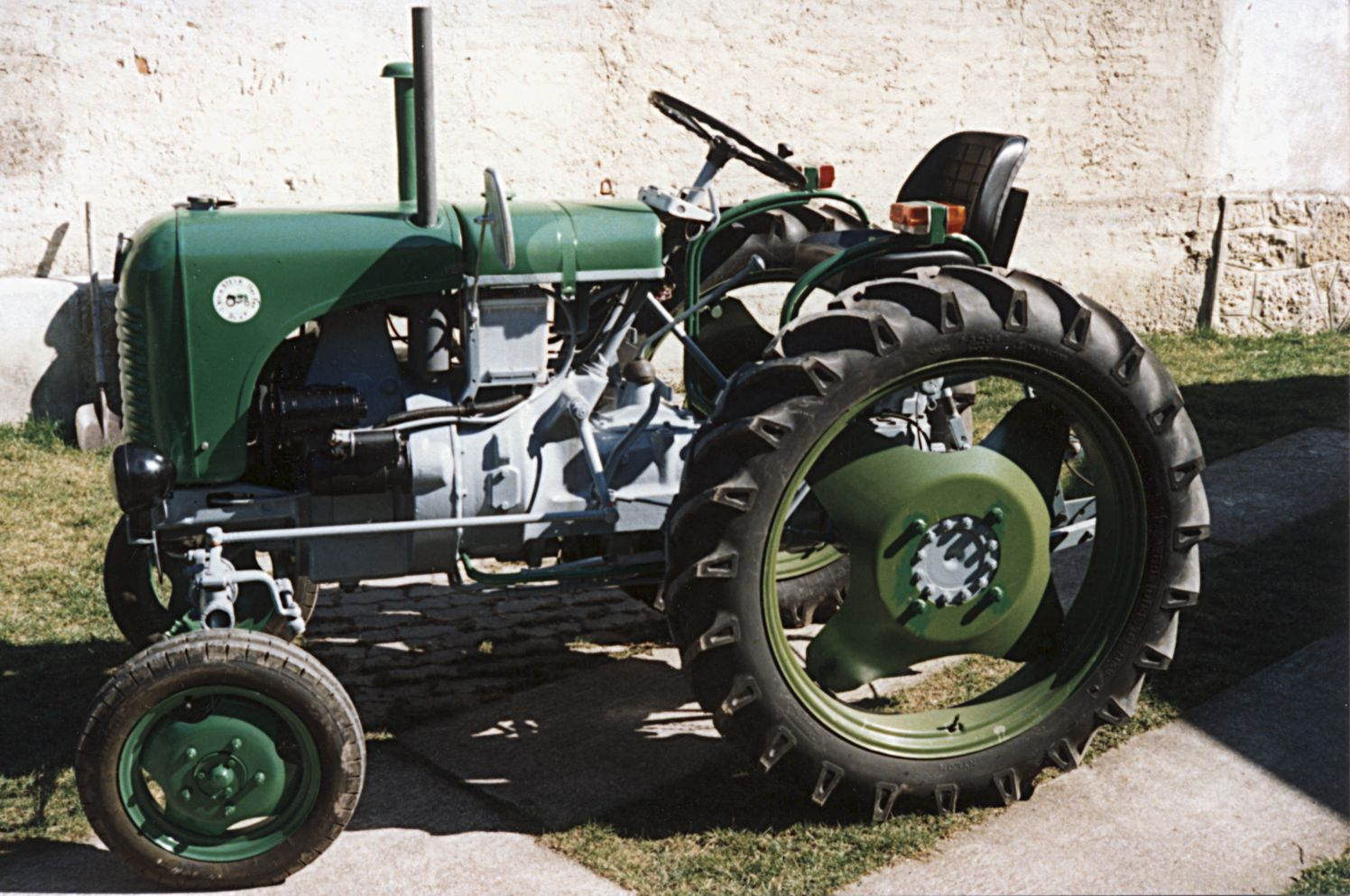
Steyr 15, 1954

Steyr Landmaschinentechnik AG (ook Steyr Traktoren) is een producent van tractoren in Steyr (Oostenrijk). Het bedrijf werd in 1864 opgericht, maar pas in 1915 werd de eerste tractor door hen gefabriceerd. Van 1934 tot 1990 maakte Steyr deel uit van het Steyr-Daimler-Puch conglomeraat. In 1996 werd het gekocht door Case Corporation. Dit bedrijf fuseerde in 1999 met New Holland tot CNH Industrial.